# Mortemer (Seine-Maritime)
Pour les articles homonymes, voir Mortemer.
Mortemer est une commune française située dans le département de la Seine-Maritime en région Normandie.

## Géographie
| Sainte-Beuve-en-Rivière |          | Auvilliers      |
|                         | Mortemer |                 |
| Bouelles Nesle-Hodeng   | Graval   | Flamets-Frétils |

### Hydrographie
La commune est située dans le bassin Seine-Normandie. Elle est drainée par l'Eaulne et  et un autre petit cours d'eau,.
L'Eaulne, d'une longueur de 45 km, prend sa source dans la commune  et se jette  dans l'Arquesen limite des communes d'Arques-la-Bataille et de Martin-Église, après avoir traversé 19 communes. 

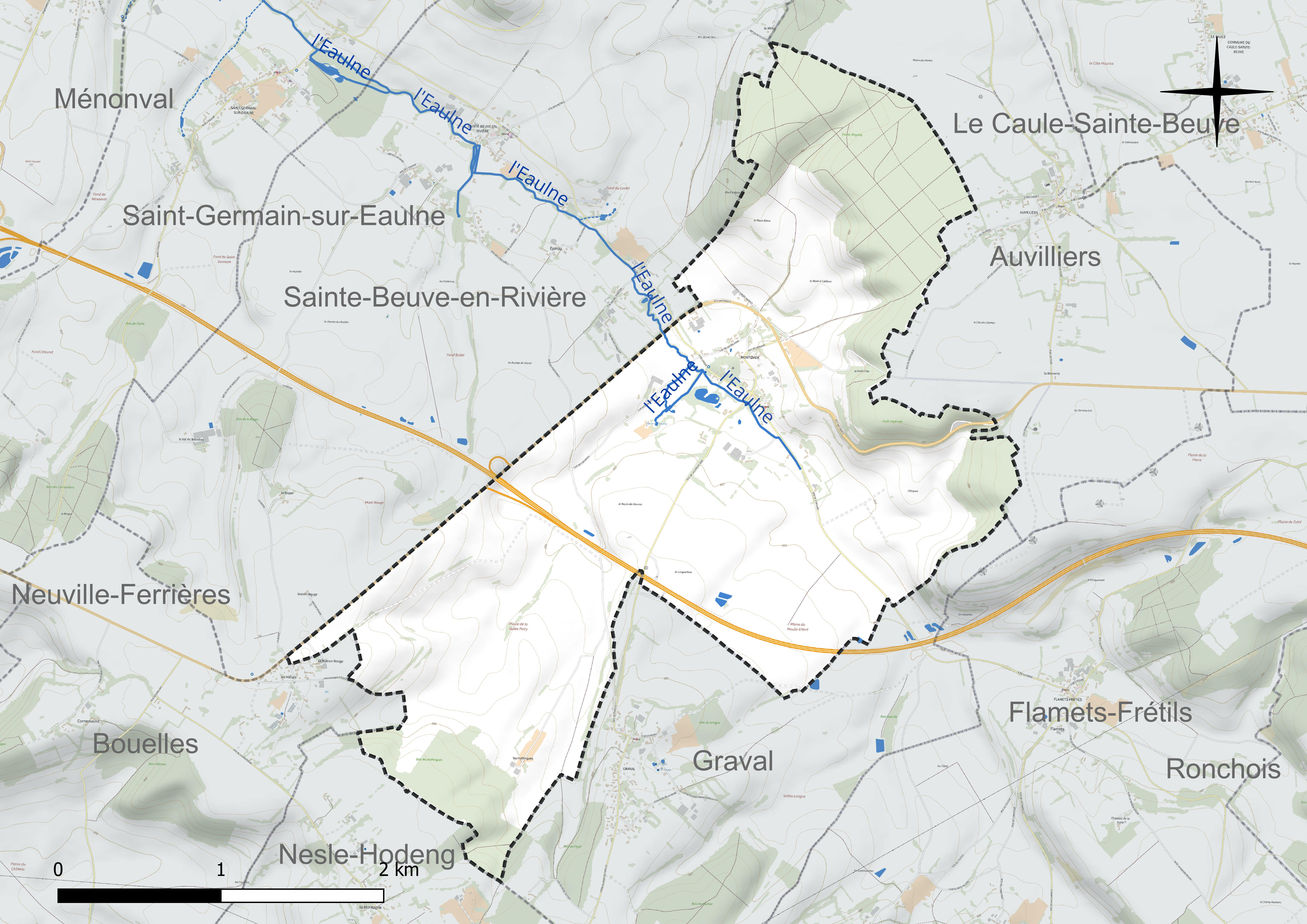
Réseau hydrographique de Mortemer.

### Climat
Pour des articles plus généraux, voir Climat de la Normandie et Climat de la Seine-Maritime.
En 2010, le climat de la commune est de type climat océanique dégradé des plaines du Centre et du Nord, selon une étude du CNRS s'appuyant sur une série de données couvrant la période 1971-2000. En 2020, Météo-France publie une typologie des climats de la France métropolitaine dans laquelle la commune est exposée à un climat océanique et est dans la région climatique Côtes de la Manche orientale, caractérisée par un faible ensoleillement (1 550 h/an) ; forte humidité de l’air (plus de 20 h/jour avec humidité relative > 80 % en hiver), vents forts fréquents. Parallèlement le GIEC normand, un groupe régional d’experts sur le climat, différencie quant à lui, dans une étude de 2020, trois grands types de climats pour la région Normandie, nuancés à une échelle plus fine par les facteurs géographiques locaux. La commune est, selon ce zonage, exposée à un « climat contrasté des collines », correspondant au Pays de Bray, bien arrosé et frais.
Pour la période 1971-2000, la température annuelle moyenne est de 10,2 °C, avec une amplitude thermique annuelle de 13,8 °C. Le cumul annuel moyen de précipitations est de 896 mm, avec 13,4 jours de précipitations en janvier et 8,7 jours en juillet. Pour la période 1991-2020, la température moyenne annuelle observée sur la station météorologique la plus proche, située sur la commune de Bouelles à 6 km à vol d'oiseau, est de 10,7 °C et le cumul annuel moyen de précipitations est de 838,4 mm,. Pour l'avenir, les paramètres climatiques de la commune estimés pour 2050 selon différents scénarios d’émission de gaz à effet de serre sont consultables sur un site dédié publié par Météo-France en novembre 2022.

## Urbanisme

### Typologie
Au 1er janvier 2024, Mortemer est catégorisée commune rurale à habitat dispersé, selon la nouvelle grille communale de densité à sept niveaux définie par l'Insee en 2022.
Elle est située hors unité urbaine et hors attraction des villes,.

### Occupation des sols
L'occupation des sols de la commune, telle qu'elle ressort de la base de données européenne d’occupation biophysique des sols Corine Land Cover (CLC), est marquée par l'importance des territoires agricoles (76,6 % en 2018), une proportion identique à celle de 1990 (76,6 %). La répartition détaillée en 2018 est la suivante : 
terres arables (56,6 %), forêts (23,4 %), prairies (19,3 %), zones agricoles hétérogènes (0,6 %). L'évolution de l’occupation des sols de la commune et de ses infrastructures peut être observée sur les différentes représentations cartographiques du territoire : la carte de Cassini (XVIIIe siècle), la carte d'état-major (1820-1866) et les cartes ou photos aériennes de l'IGN pour la période actuelle (1950 à aujourd'hui).

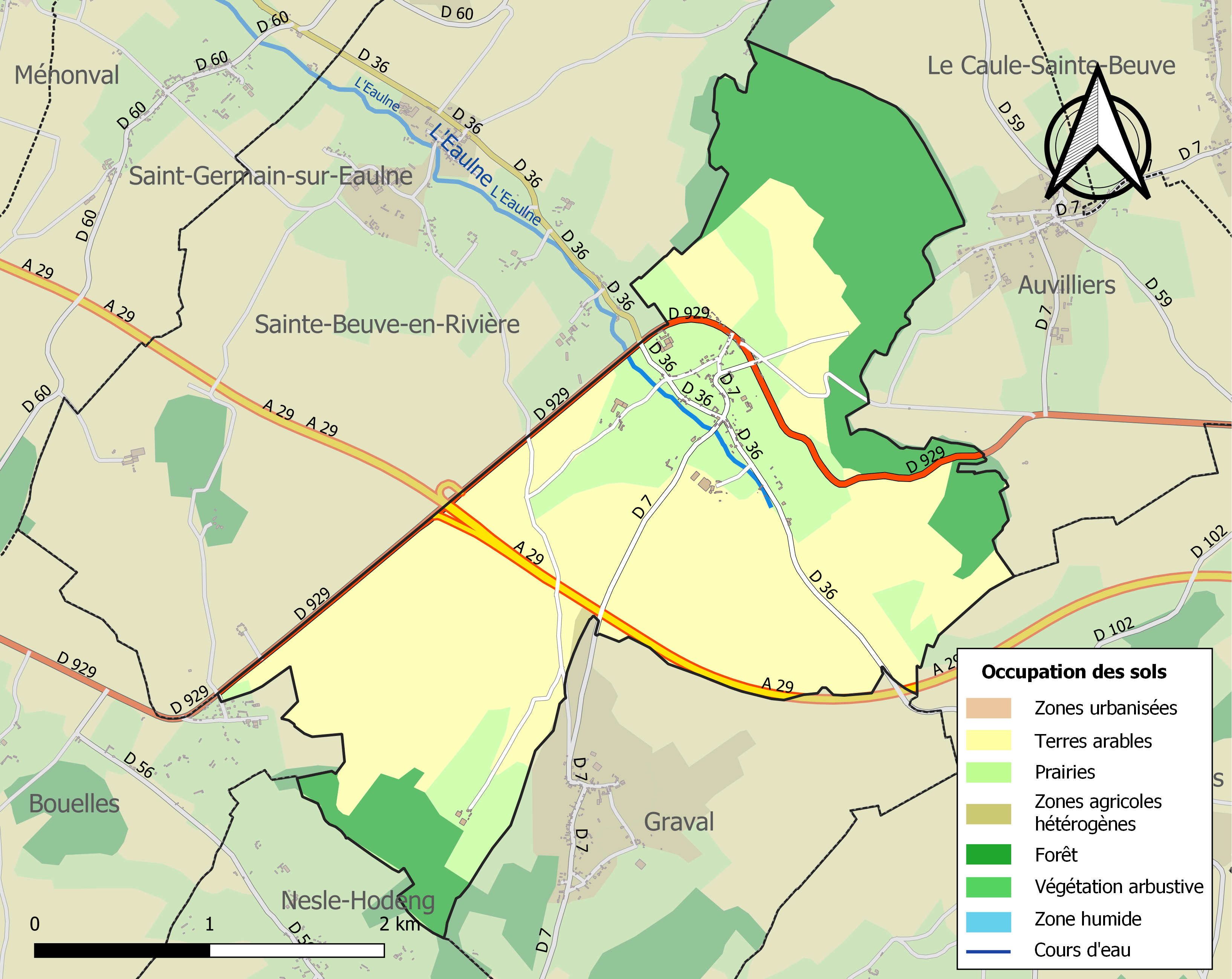
Carte des infrastructures et de l'occupation des sols de la commune en 2018 (CLC).

## Toponymie
Le nom de la localité est attesté sous la forme Mortuum mare en 1035 (Archives de la Seine-Maritime, 14 H 232).
L'explication d’Albert Dauzat « pour certains (Mortemer), il n'est pas exclu de penser qu'il s'agit d'un souvenir de la Mer Morte, dû aux croisades » se heurte au fait que Mortemer est mentionné antérieurement à la première croisade. C'est pourquoi il suggère aussi d'y reconnaître un composé roman dont l'élément -mer est identique au mot mer « océan » issu du latin mare, mais utilisé au sens de « mare (étendue d'eau stagnante), étang, lac ». François de Beaurepaire rejette implicitement un rapport avec la Mer Morte et envisage l'hypothèse d’un composé germano-roman avec -mer issu du francique, comprendre : le germanique occidental *mari « pièce d'eau, lac » > vieux bas francique *mari / *meri et vieux saxon meri. Ces deux explications ne sont pas nécessairement incompatibles, puisque le glissement de sens du gallo-roman MARE de « mer » → « étendue d'eau » → « lac » → « mare »  a pu être motivé par l'attraction du germanique *mari / *meri qui a précisément suivi cette évolution sémantique. Dans les deux perspectives Morte- représente bien l'adjectif morte,. Son sens est plus précisément celui de « dormant » ou « stagnant ». Ce type toponymique en Morte- suivi d’un élément aqueux est fréquent, par exemple avec Morteau,, de signification apparente et homonyme de l’occitan Aiguemorte (aiga morta), ainsi qu’avec Mortefontaine.
En revanche, le normand mare, de l'ancien scandinave marr, passé en français seulement vers la fin du Moyen Âge, ne convient pas ici.
Homonymie avec Mortemer (Eure), Mortemer (Oise), et Morthemer (Vienne).

## Histoire
En 1054, le duc de Normandie Guillaume II y bat le roi des Francs, Henri Ier.
À la suite de la confiscation (commise) de l'ensemble des possessions française de Jean sans Terre par jugement du 28 avril 1202, Philippe Auguste, un mois plus tard, commence par prendre le contrôle des places possessions du comte d'Eu : Eu, Drincourt (Neufchâtel-en-Bray), Mortemer et Lyons-la-Forêt.

## Politique et administration
| Période                                  | Période                    | Identité         | Étiquette | Qualité                        |
| ---------------------------------------- | -------------------------- | ---------------- | --------- | ------------------------------ |
| Les données manquantes sont à compléter. |                            |                  |           |                                |
| mars 2001                                | En cours (au 10 août 2020) | Daniel Van Hulle |           | Réélu pour le mandat 2020-2026 |

## Démographie
L'évolution du nombre d'habitants est connue à travers les recensements de la population effectués dans la commune depuis 1793. Pour les communes de moins de 10 000 habitants, une enquête de recensement portant sur toute la population est réalisée tous les cinq ans, les populations de référence des années intermédiaires étant quant à elles estimées par interpolation ou extrapolation. Pour la commune, le premier recensement exhaustif entrant dans le cadre du nouveau dispositif a été réalisé en 2008.

En 2022, la commune comptait 90 habitants, en évolution de +8,43 % par rapport à 2016 (Seine-Maritime : +0,35 %, France hors Mayotte : +2,11 %).
| 1793 | 1800 | 1806 | 1821 | 1831 | 1836 | 1841 | 1846 | 1851 |
| ---- | ---- | ---- | ---- | ---- | ---- | ---- | ---- | ---- |
| 180  | 192  | 244  | 230  | 240  | 230  | 240  | 241  | 219  |

| 1856 | 1861 | 1866 | 1872 | 1876 | 1881 | 1886 | 1891 | 1896 |
| ---- | ---- | ---- | ---- | ---- | ---- | ---- | ---- | ---- |
| 209  | 213  | 210  | 207  | 215  | 205  | 214  | 204  | 199  |

| 1901 | 1906 | 1911 | 1921 | 1926 | 1931 | 1936 | 1946 | 1954 |
| ---- | ---- | ---- | ---- | ---- | ---- | ---- | ---- | ---- |
| 191  | 174  | 177  | 154  | 149  | 161  | 148  | 166  | 168  |

| 1962 | 1968 | 1975 | 1982 | 1990 | 1999 | 2006 | 2008 | 2013 |
| ---- | ---- | ---- | ---- | ---- | ---- | ---- | ---- | ---- |
| 136  | 139  | 110  | 124  | 121  | 107  | 108  | 108  | 90   |

| 2018 | 2022 | - | - | - | - | - | - | - |
| ---- | ---- | - | - | - | - | - | - | - |
| 84   | 90   | - | - | - | - | - | - | - |

## Culture locale et patrimoine

### Lieux et monuments
- Ruine d'un donjon des XIIe et XIVe siècles[23].
- Église Saint-Martin de 1750.
- Monument aux morts (1922).

### Personnalités liées à la commune
- Famille Mortimer.
- Christian Sauvé (né en 1943), artiste peintre, a vécu à Mortemer.